# شروود سميث
شروود سميث (بالإنجليزية: Sherwood Smith)‏ (1951 في الولايات المتحدة)؛ كاتِبة وروائية أمريكية.